# Cooper T55
Chronologie des modèles (1961-1962-1963-1965)
Cooper T53 Cooper T58
La Cooper T55 est une monoplace engagée en Formule 1 au début des années 1960. Elle obtient comme meilleur résultat une troisième place au Grand Prix d'Italie 1961 aux mains de Bruce McLaren.